# Magna Carta Cartel
Magna Carta Cartel so 5-članska alternativna rock zasedba iz Linköpinga iz Švedske. Nastali so leta 2006. Prvi EP so izdali leta 2008, imel pa je naslov Valiant Visions of Dawn. Leto kasneje so izdali še drug EP z naslovom Goodmorning Restrained. Po letu 2009 si je skupina vzela 7 letno pavzo. Leta 2017 je vokalist in kitarist Martin Persner naredil video, v katerem napoveduje »ponovno vstajenje« skupine po sedmih letih premora. Leta 2017 so izdali tudi na novo posnet single iz prvega EP-ja z naslovom Sway, s katerim so tudi naznanili izid novega EP-ja leta spomladi leta 2017.

## Diskografija
- Valiant Visions of Dawn (2008)
- Goodmorning Restrained (2009)

## Člani
- Martin Persner (Vokal/Kitara)
- Simon Söderberg (Vokal/Kitara)
- Pär Glendor (Sintisajzer)
- Arvid Persner (Bobni)
- Tobias Forge (Kitara/Bas)